# Ophiodes luciae
Ophiodes luciae — вид веретільницеподібних ящірок родини Diploglossidae. Ендемік Парагваю. Описаний у 2015 році.

## Поширення і екологія
Ophiodes luciae мешкають в долині річки Парагвай в департаментах Пресіденте-Аєс і Сан-Педро. Вони живуть в пальмових саванах Вологого Чако, що періодично затоплюються водами Парагваю.